# Pat Metheny
Patrick Bruce Metheny (* 12. srpna 1954 Lee's Summit, Missouri) je americký jazzový kytarista a skladatel, v současné době je jedním z nejúspěšnějších jazzových hudebníků. Jeho úspěšná kariéra začala v polovině sedmdesátých let a v osmdesátých letech už byl jedním z nejrespektovanějších jazzových kytaristů. Je leaderem ansámblu Pat Metheny Group, ale kromě toho vydává i sólová alba a alba na kterých spolupracuje s jinými významnými hudebníky. Jeho poslední práce byla s jazzovým pianistou Bradem Mehldauem a jeho triem, v roce 2008 navíc vydal album Day Trip (společně s bubeníkem Antonio Sanchezem a kontrabasistou Christianem McBridem).

## Diskografie
Sólová diskografie, spolu s Pat Metheny Group (PMG) a také s jinými úmělci ("signované" jménem Pata Metheny'ho):
| Rok  | Autor, Sestava/Skupina                                   | Titul                                    | Label                     |
| ---- | -------------------------------------------------------- | ---------------------------------------- | ------------------------- |
| 1976 | Pat Metheny Trio                                         | Bright Size Life                         | ECM                       |
| 1977 | Pat Metheny – Lyle Mays Trio                             | Watercolors                              | ECM                       |
| 1978 | Pat Metheny Group                                        | Pat Metheny Group                        | ECM                       |
| 1979 | Pat Metheny                                              | New Chautauqua                           | ECM                       |
| 1980 | Pat Metheny Group                                        | American Garage                          | ECM                       |
| 1980 | Pat Metheny Quintet                                      | 80/81                                    | ECM                       |
| 1980 | Pat Metheny – Lyle Mays Trio                             | As Falls Wichita, So Falls Wichita Falls | ECM                       |
| 1982 | Pat Metheny Group                                        | Offramp                                  | ECM                       |
| 1983 | Pat Metheny Group                                        | Travels                                  | ECM                       |
| 1983 | Pat Metheny Trio                                         | Rejoicing                                | ECM                       |
| 1984 | Pat Metheny Group                                        | First Circle                             | ECM                       |
| 1985 | Pat Metheny Group                                        | The Falcon and the Snowman               | EMI                       |
| 1986 | Pat Metheny – Ornette Coleman Quintet                    | Song X                                   | Geffen                    |
| 1987 | Pat Metheny Group                                        | Still Life (Talking)                     | Geffen                    |
| 1989 | Pat Metheny Group                                        | Letter from Home                         | Geffen                    |
| 1990 | Pat Metheny Trio                                         | Question and Answer                      | Geffen                    |
| 1991 | Pat Metheny                                              | Works I                                  | ECM                       |
| 1991 | Pat Metheny                                              | Works II                                 | ECM                       |
| 1992 | Pat Metheny                                              | Secret Story                             | Geffen                    |
| 1993 | John Scofield – Pat Metheny Quartet                      | I Can See Your House from Here           | Blue Note                 |
| 1993 | Pat Metheny Group                                        | The Road to You                          | Geffen                    |
| 1994 | Pat Metheny                                              | Zero Tolerance for Silence               | Geffen                    |
| 1995 | Pat Metheny Group                                        | We Live Here                             | Geffen                    |
| 1996 | Pat Metheny Group                                        | Quartet                                  | Geffen                    |
| 1997 | Charlie Haden – Pat Metheny Duo                          | Beyond the Missouri Sky                  | Verve                     |
| 1997 | Pat Metheny Group                                        | Imaginary Day                            | Warner Bros.              |
| 1998 | Pat Metheny                                              | Passagio per il paradiso                 | Geffen                    |
| 1999 | Jim Hall and Pat Metheny                                 | Jim Hall & Pat Metheny                   | Telarc                    |
| 1999 | Pat Metheny                                              | A Map of the World                       | Warner Bros.              |
| 2000 | Pat Metheny Trio                                         | Trio 99 → 00                             | Warner Bros.              |
| 2000 | Pat Metheny Trio                                         | Trio Live                                | Warner Bros.              |
| 2002 | Pat Metheny Group                                        | Speaking of Now                          | Warner Bros.              |
| 2002 | Anna Maria Jopek & Friends with Pat Metheny              | Upojenie                                 | Metheny Group Productions |
| 2003 | Pat Metheny                                              | One Quiet Night                          | Warner Bros.              |
| 2005 | Pat Metheny Group                                        | The Way Up                               | Nonesuch                  |
| 2006 | Pat Metheny – Brad Mehldau Duo                           | Metheny Mehldau                          | Nonesuch                  |
| 2007 | Pat Metheny with Brad Mehldau Trio                       | Metheny Mehldau Quartet                  | Nonesuch                  |
| 2008 | Pat Metheny Trio                                         | Day Trip                                 | Nonesuch                  |
| 2009 | Gary Burton, Pat Metheny, Steve Swallow, Antonio Sanchez | Quartet Live                             | Nonesuch                  |
| 2010 | Pat Metheny                                              | Orchestrion                              | Nonesuch                  |
| 2011 | Pat Metheny                                              | What's It All About                      | Nonesuch                  |